# Wereldbeker boogschieten 2018
De dertiende editie van de wereldbeker boogschieten vond plaats van 23 april 2018 tot 30 september 2018. Er werden vier wereldbekerwedstrijden georganiseerd die afgesloten werden met een finale in het Turkse Samsun.

## Finale
De finale werd gehouden van 29 tot 30 september 2018 in Samsun.
| M/V                    | Onderdeel                             | Goud                                       | Zilver         | Brons |
| Mannen                 |                                       |                                            |                |       |
| Recurve - individueel  | Kim Woo-jin                           | Lee Woo-seok                               | Brady Ellison  |       |
| Compound - individueel | Kris Schaff                           | Demir Elmaağaçlı                           | Abishek Verma  |       |
| Vrouwen                |                                       |                                            |                |       |
| Recurve - individueel  | Lee Eun-gyeong                        | Yasemin Anagöz                             | Deepika Kumari |       |
| Compound - individueel | Sara López                            | Linda Ochoa-Anderson                       | So Chae-won    |       |
| Teams                  |                                       |                                            |                |       |
| Recurve - gemengd      | Zuid-Korea Kim Woo-jin Chang Hye-jin  | Turkije Yasemin Anagöz Mete Gazoz          | -              |       |
| Compound - gemengd     | Turkije Yeşim Bostan Demir Elmaağaçlı | India Jyothi Surekha Vennam Abhishek Verma | -              |       |

## Stages

### Stage 1
De eerste stage werd gehouden van 23 april tot 29 april 2018 in Shanghai.
| M/V                    | Onderdeel                                                         | Goud                                                    | Zilver                                                                 | Brons |
| Mannen                 |                                                                   |                                                         |                                                                        |       |
| Recurve - individueel  | Kim Woo-jin                                                       | Brady Ellison                                           | Lee Woo-seok                                                           |       |
| Recurve - team         | Zuid-Korea Lee Woo-seok Oh Jin-hyek Kim Woo-jin                   | Japan Hiroki Muto Tomoaki Kuraya Takaharu Furukawa      | Duitsland Florian Unruh Felix Wieser Maximilian Weckmüller             |       |
| Compound - individueel | Kim Jong-ho                                                       | Federico Pagnoni                                        | Braden Gellenthien                                                     |       |
| Compound - team        | Verenigde Staten Reo Wilde Braden Gellenthien Kris Schaff         | Zuid-Korea Kim Jong-ho Kim Tae-yoon Choi Yong-hee       | Frankrijk Jean Philippe Boulch Sebastien Peineau Pierre-Julien Deloche |       |
| Vrouwen                |                                                                   |                                                         |                                                                        |       |
| Recurve - individueel  | Chang Hye-jin                                                     | An Qixuan                                               | Vanessa Landi                                                          |       |
| Recurve - team         | Zuid-Korea Kang Chae-young Lee Eun-gyeong Chang Hye-jin           | Chinees Taipei Peng Chia-mao Tan Ya-ting Lei Chien-ying | China Qi Yuhong An Qixuan Cao Hui                                      |       |
| Compound - individueel | Sara López                                                        | Chen Yi-hsuan                                           | So Chae-won                                                            |       |
| Compound - team        | Rusland Aleksandra Savenkova Viktoria Balzjanova Natalja Avdejeva | Chinees Taipei Chen Yi-hsuan Lin Ming-ching Huang I-jou | Nederland Martine Stas-Couwenberg Sanne De Laat Jody Vermeulen         |       |
| Teams                  |                                                                   |                                                         |                                                                        |       |
| Recurve - gemengd      | Zuid-Korea Chang Hye-jin Kim Woo-jin                              | Turkije Yasemin Anagöz Mete Gazoz                       | India Diananda Choirunisa Riau Ega Agatha                              |       |
| Compound - gemengd     | Denemarken Tanja Gellenthien Martin Damsbo                        | Zuid-Korea Kim Jong-ho Choi Bo-min                      | India Jyothi Surekha Vennam Abhishek Verma                             |       |

### Stage 2
De tweede stage werd gehouden van 20 tot 26 mei 2018 in Antalya.
| M/V                    | Onderdeel                                               | Goud                                                           | Zilver                                                   | Brons |
| Mannen                 |                                                         |                                                                |                                                          |       |
| Recurve - individueel  | Lee Woo-seok                                            | Kim Woo-jin                                                    | Oh Jin-hyek                                              |       |
| Recurve - team         | Zuid-Korea Lee Woo-seok Im Dong-hyun Kim Woo-jin        | Japan Hiroki Muto Tomoaki Kuraya Takaharu Furukawa             | Verenigd Koninkrijk Tom Hall Patrick Huston Alex Wise    |       |
| Compound - individueel | Mike Schloesser                                         | Kris Schaff                                                    | Braden Gellenthien                                       |       |
| Compound - team        | Zuid-Korea Kim Jong-ho Hong Sung-ho Choi Yong-hee       | Verenigde Staten Steve Anderson Braden Gellenthien Kris Schaff | Rusland Anton Boelajev Dmitri Voronov Aleksandr Dambajev |       |
| Vrouwen                |                                                         |                                                                |                                                          |       |
| Recurve - individueel  | Ksenia Perova                                           | Chang Hye-jin                                                  | Lei Chien-ying                                           |       |
| Recurve - team         | Zuid-Korea Kang Chae-young Lee Eun-gyeong Chang Hye-jin | Duitsland Michelle Kroppen Lisa Unruh Elena Richter            | Chinees Taipei Peng Chia-mao Tan Ya-ting Lei Chien-ying  |       |
| Compound - individueel | Yeşim Bostan                                            | Paige Pearce                                                   | So Chae-won                                              |       |
| Compound - team        | Chinees Taipei Chen Li-ju Chen Yi-hsuan Lin Ming-ching  | India Jyothi Surekha Vennam Muskan Kirar Divya Dhayal          | Zuid-Korea Choi Bo-min Kim Yun-hee So Chae-won           |       |
| Teams                  |                                                         |                                                                |                                                          |       |
| Recurve - gemengd      | Japan Tomomi Sugimoto Takaharu Furukawa                 | Zuid-Korea Chang Hye-jin Kim Woo-jin                           | Turkije Yasemin Anagöz Mete Gazoz                        |       |
| Compound - gemengd     | Frankrijk Sophie Dodemont Pierre-Julien Deloche         | Zuid-Korea Kim Jong-ho So Chae-won                             | India Jyothi Surekha Vennam Abhishek Verma               |       |

### Stage 3
De derde stage werd georganiseer van 18 tot 24 juni 2018 in Salt Lake City.
| M/V                    | Onderdeel                                                 | Goud                                                | Zilver                                                                    | Brons |
| Mannen                 |                                                           |                                                     |                                                                           |       |
| Recurve - individueel  | Mauro Nespoli                                             | Steve Wijler                                        | Thomas Chirault                                                           |       |
| Recurve - team         | Nederland Jan van Tongeren Steve Wijler Sjef van den Berg | China Li Jialun Sun Quan Wang Dapeng                | Maleisië Khairul Anuar Mohamad Muhammad Akmal Nor Hasrin Haziq Kamaruddin |       |
| Compound - individueel | Stephan Hansen                                            | Abishek Verma                                       | Anton Boelajev                                                            |       |
| Compound - team        | Verenigde Staten Steve Anderson Reo Wilde Kris Schaff     | Mexico Antonio Hidalgo Romeo Trevino Miguel Becerra | Chinees Taipei Lin Che-wei Chen Hsiang-hsuan Pan Yu-ping                  |       |
| Vrouwen                |                                                           |                                                     |                                                                           |       |
| Recurve - individueel  | Deepika Kumari                                            | Michelle Kroppen                                    | Tan Ya-ting                                                               |       |
| Recurve - team         | Chinees Taipei Peng Chia-mao Tan Ya-ting Lei Chien-ying   | Mexico Ana Vazquez Aída Román Alejandra Valencia    | Japan Tomoka Ohashi Yuki Hayashi Ren Hayakawa                             |       |
| Compound - individueel | Sara López                                                | Linda Ochoa-Anderson                                | Sophie Dodemont                                                           |       |
| Compound - team        | Colombia Nora Valdez Alejandra Usquiano Sara López        | Chinees Taipei Chen Li-ju Chen Yi-hsuan Huang I-jou | Verenigde Staten Lexi Keller Christie Colin Jamie van Natta               |       |
| Teams                  |                                                           |                                                     |                                                                           |       |
| Recurve - gemengd      | Verenigde Staten Brady Ellison Mackenzie Brown            | Rusland Arsalan Baldanov Natalja Jerdynjeva         | Chinees Taipei Tan Ya-ting Tang Chih-chun                                 |       |
| Compound - gemengd     | Frankrijk Sebastien Peineau Sophie Dodemont               | Rusland Anton Boelajev Natalja Avdejeva             | India Jyothi Surekha Vennam Abhishek Verma                                |       |

### Stage 4
De vierde stage werd gehouden van 16 tot 22 juli 2018 in Berlijn.
| M/V                    | Onderdeel                                               | Goud                                                           | Zilver                                                  | Brons |
| Mannen                 |                                                         |                                                                |                                                         |       |
| Recurve - individueel  | Mete Gazoz                                              | Lee Woo-seok                                                   | Taylor Worth                                            |       |
| Recurve - team         | Chinees Taipei Wei Chun-heng Jao Ting-yu Tang Chih-chun | Zuid-Korea Lee Woo-seok Im Dong-hyun Kim Woo-jin               | Australië Ryan Tyack Taylor Worth David Barnes          |       |
| Compound - individueel | Mike Schloesser                                         | Domagoj Buden                                                  | Sebastien Peineau                                       |       |
| Compound - team        | Kroatië Ivan Markes Mario Vavro Domagoj Buden           | Verenigde Staten Steve Anderson Braden Gellenthien Kris Schaff | Italië Elia Fregnan Valerio Della Stua Sergio Pagni     |       |
| Vrouwen                |                                                         |                                                                |                                                         |       |
| Recurve - individueel  | Lee Eun-gyeong                                          | Lisa Unruh                                                     | Jung Dasomi                                             |       |
| Recurve - team         | Zuid-Korea Jung Dasomi Kang Chae-young Chang Hye-jin    | Verenigd Koninkrijk Bryony Pitman Eleanor Piper Sarah Bettles  | Chinees Taipei Peng Chia-mao Tan Ya-ting Lei Chien-ying |       |
| Compound - individueel | Sophie Dodemont                                         | Jody Vermeulen                                                 | Marcella Tonioli                                        |       |
| Compound - team        | Frankrijk Sandra Herve Amelie Sancenot Sophie Dodemont  | India Jyothi Surekha Vennam Trisha Deb Muskan Kirar            | Turkije Yeşim Bostan Ayse Bera Suzer Gizem Elmaağaçlı   |       |
| Teams                  |                                                         |                                                                |                                                         |       |
| Recurve - gemengd      | Chinees Taipei Wei Chun-heng Tan Ya-ting                | Zuid-Korea Lee Woo-seok Chang Hye-jin                          | Turkije Yasemin Anagöz Mete Gazoz                       |       |
| Compound - gemengd     | Verenigde Staten Paige Pearce Kris Schaff               | Denemarken Tanja Gellenthien Stephan Hansen                    | India Jyothi Surekha Vennam Abhishek Verma              |       |

2006 ·
2007 ·
2008 ·
2009 ·
2010 ·
2011 ·
2012 ·
2013 ·
2014 ·
2015 ·
2016 ·
2017 ·
2018 ·
2019 ·
2020 ·
2021 ·
2022 ·
2023 ·
2024